# 广州天河领展广场
广州天河领展广场，前称太阳新天地，位于中华人民共和国广东省广州市天河区马场路36号，是領展房地產投資信託基金管理的商场。

## 简介
太阳新天地总楼面面積約15万平方米，是广州珠江新城一带最大的单体购物中心，由美国建筑商Altoon Partners以及英国室内设计商贝诺共同设计。其于2012年9月28日正式开业。
由于太阳新天地的股东华骏实业卷入多起债权债务纠纷，太阳新天地于2019年6月和7月两度被债权人五矿国际信托申请强制拍卖，但两次均流拍；随后进入变卖程序，但同样失败。2019年12月，太阳新天地以18.08亿元人民币转让给浙商资产管理有限公司旗下的陛鹿物业；2021年6月4日，再被領展房地產投資信託基金以32.05億元人民幣收購。
完成收购后，领展随即开始对广场内外空间进行改造，并在2023年5月11日将其更名为广州天河领展广场。2023年9月29日，广州天河领展广场正式开业。

## 资料来源
1. ↑  . 新浪地产. 2012-01-11  [2023-05-11]. （原始内容存档于2013-12-26）.
2. ↑  . 羊城晚报. 2013-12-20  [2023-05-11]. （原始内容存档于2013-12-21）.
3. ↑  冯善书. . 南方日报. 2019-05-29  [2023-05-11].
4. ↑  冯善书. . 南方日报. 2019-06-20  [2023-05-11].
5. ↑  冯善书. . 南方日报. 2019-12-03  [2023-05-11].
6. ↑  葛政涵. . 南方日报. 2021-06-04  [2023-05-11].
7. ↑  黄舒旻. . 南方日报. 2023-05-11  [2023-05-11]. （原始内容存档于2023-05-11）.
8. ↑  . “广州天河发布”微信公众号. 2023-09-04  [2023-09-05]. （原始内容存档于2023-09-05）.